# يان ويلكي
يان ويلكي هو لاعب هوكي الجليد كندي، ولد في 20 يوليو 1949 في إدمونتون في كندا.

## وصلات خارجية
- يان ويلكي على موقع EliteProspects.com (الإنجليزية)
- يان ويلكي على موقع HockeyDB.com (الإنجليزية)
- يان ويلكي على موقع Hockey-Reference.com (الإنجليزية)